# Pante Lhok Kaju
Pante Lhok Kaju is een bestuurslaag in het regentschap Pidie van de provincie Atjeh, Indonesië. Pante Lhok Kaju telt 403 inwoners (volkstelling 2010).